# Cup of Tyrol
Cup of Tyrol é uma competição internacional de patinação artística no gelo de níveis sênior, júnior e  noviço, sediada na cidade de Innsbruck, Áustria.

## Edições
| Ano  | Edição | Cidade sede | Sênior | Sênior | Sênior | Júnior | Júnior | Júnior | Noviço | Noviço | Ref   |
| Ano  | Edição | Cidade sede | M      | F      | P      | M      | F      | P      | M      | F      | Ref   |
| ---- | ------ | ----------- | ------ | ------ | ------ | ------ | ------ | ------ | ------ | ------ | ----- |
| 2016 | 1.ª    | Innsbruck   | •      | •      | •      | •      | •      | –      | •      | •      | [ 1 ] |
| 2017 | 2.ª    | Innsbruck   | •      | •      | •      | •      | •      | •      | •      | •      | [ 2 ] |
| 2018 | 3.ª    | Innsbruck   | •      | •      | –      | •      | •      | •      | •      | •      | [ 3 ] |

## Lista de medalhistas

### Sênior

#### Individual masculino
| Evento                    | Ouro                       | Prata                     | Bronze                       |
| Innsbruck 2016 (detalhes) | Chafik Besseghier · França | Maurizio Zandron · Itália | Valtter Virtanen · Finlândia |
| Innsbruck 2017 (detalhes) | Deniss Vasiļjevs · Letônia | Oleksii Bychenko · Israel | Daniel Samohin · Israel      |
| Innsbruck 2018 (detalhes) | Deniss Vasiļjevs · Letônia | Matteo Rizzo · Itália     | Chafik Besseghier · França   |

#### Individual feminino
| Evento                    | Ouro                        | Prata                       | Bronze                      |
| Innsbruck 2016 (detalhes) | Yulia Lipnitskaya · Rússia  | Laurine Lecavelier · França | Isabelle Olsson · Suécia    |
| Innsbruck 2017 (detalhes) | Laurine Lecavelier · França | Micol Cristini · Itália     | Daša Grm · Eslovênia        |
| Innsbruck 2018 (detalhes) | Giada Russo · Itália        | Diana Nikitina · Letônia    | Anne Line Gjersem · Noruega |

#### Duplas
| Evento                    | Ouro                                      | Prata                                      | Bronze                                     |
| Innsbruck 2016 (detalhes) | Vera Bazarova · Andrei Deputat · Rússia   | Vanessa James · Morgan Ciprès · França     | Ryom Tae-ok · Kim Ju-sik · Coreia do Norte |
| Innsbruck 2017 (detalhes) | Miriam Ziegler · Severin Kiefer · Áustria | Alisa Efimova · Alexander Korovin · Rússia | Minerva Hase · Nolan Seegert · Alemanha    |
| 2018                      | Não houve a disputa de duplas             | Não houve a disputa de duplas              | Não houve a disputa de duplas              |

### Júnior

#### Individual masculino júnior
| Evento                    | Ouro                     | Prata                    | Bronze                 |
| Innsbruck 2016 (detalhes) | Nik Folini · Itália      | Daniel Grassl · Itália   | Manuel Piazza · Itália |
| Innsbruck 2017 (detalhes) | Mikhail Udalov · Rússia  | Ilya Yablokov · Rússia   | Nik Folini · Itália    |
| Innsbruck 2018 (detalhes) | Jonathan Hess · Alemanha | Isaak Droysen · Alemanha | Filip Scerba · Chéquia |

#### Individual feminino júnior
| Evento                    | Ouro                           | Prata                     | Bronze                         |
| Innsbruck 2016 (detalhes) | Alisa Stomakhina · Áustria     | Doris Pircher · Itália    | Joanna Kallela · Finlândia     |
| Innsbruck 2017 (detalhes) | Alisa Stomakhina · Áustria     | Marina Piredda · Itália   | Ann Christin Marold · Alemanha |
| Innsbruck 2018 (detalhes) | Ann Christin Marold · Alemanha | Lucrezia Beccari · Itália | Noémie Bodenstein · Suíça      |

#### Duplas júnior
| Evento                    | Ouro                                        | Prata                                              | Bronze                               |
| Innsbruck 2017 (detalhes) | Hailey Esther Kops · Artem Tsoglin · Israel | Lena Kreitmeier · Anton Kempf · Alemanha           | Heidrun Pipal · Erik Pipal · Áustria |
| Innsbruck 2018 (detalhes) | Talisa Thomalla · Robert Kunkel · Alemanha  | Edita Hornakova · Radek Jakubka · República Tcheca | nenhum outro competidor              |

### Noviço avançado

#### Individual masculino noviço avançado
| Evento                    | Ouro                        | Prata                     | Bronze                     |
| Innsbruck 2016 (detalhes) | Nikolaj Memola · Itália     | Anton Skoficz · Áustria   | Gianluca Pignatti · Itália |
| Innsbruck 2017 (detalhes) | Radoslav Marinov · Bulgária | Tim England · Alemanha    | Christian Hass · Alemanha  |
| Innsbruck 2018 (detalhes) | Noah Bodenstein · Suíça     | Casper Johansson · Suécia | Oliver Praetorius · Suécia |

#### Individual feminino noviço avançado
| Evento                    | Ouro                                 | Prata                           | Bronze                         |
| Innsbruck 2016 (detalhes) | You Young · Coreia do Sul            | Marina Piredda · Itália         | Alessia Tornaghi · Itália      |
| Innsbruck 2017 (detalhes) | Olga Mikutina · Áustria              | Anastasia Steblyanka · Alemanha | Stefanie Pesendorger · Áustria |
| Innsbruck 2018 (detalhes) | Katerina Sykorova · República Tcheca | Zoe Gal · Hungria               | Carmen Wolf · Alemanha         |